# Arisemus grandilobus
Arisemus grandilobus és una espècie d'insecte dípter pertanyent a la família dels psicòdids que es troba a Sud-amèrica: Veneçuela.